# Mark Croghan
Mark Croghan (né le 8 janvier 1968 à Akron) est un athlète américain, spécialiste du 3 000 mètres steeple. 

## Biographie
Mark Croghan remporte le titre national sur 3 000 mètres steeple à quatre reprises (1991, 1994,1995 et 1997), ainsi que les  sélections olympiques américaines de 1996.

### Palmarès
| Date | Compétition           | Lieu              | Résultat | Performance   |
| ---- | --------------------- | ----------------- | -------- | ------------- |
| 1993 | Championnats du monde | Stuttgart         | 5e       | 8 min 09 s 76 |
| 1994 | Goodwill Games        | Saint-Pétersbourg | 2e       | 8 min 21 s 85 |
| 1996 | Jeux olympiques       | Atlanta           | 5e       | 8 min 17 s 84 |
| 1997 | Championnats du monde | Athènes           | 6e       | 8 min 14 s 09 |

| Date | Compétition                       | Lieu                | Résultat | Performance   |
| ---- | --------------------------------- | ------------------- | -------- | ------------- |
| 1991 | Championnats des États-Unis       | New York            | 1er      | 8 min 21 s 64 |
| 1992 | Sélections olympiques américaines | La Nouvelle-Orléans | 2e       | 8 min 16 s 87 |
| 1993 | Championnats des États-Unis       | Eugene              | 2e       | 8 min 21 s 37 |
| 1994 | Championnats des États-Unis       | Knoxville           | 1er      | 8 min 23 s 47 |
| 1995 | Championnats des États-Unis       | Sacramento          | 1er      | 8 min 17 s 54 |
| 1996 | Sélections olympiques américaines | Atlanta             | 1er      | 8 min 18 s 80 |
| 1997 | Championnats des États-Unis       | Indianapolis        | 1er      | 8 min 20 s 86 |
| 2000 | Sélections olympiques américaines | Sacramento          | 2e       | 8 min 16 s 20 |

### Records
| Épreuve              | Performance   | Lieu      | Date           |
| -------------------- | ------------- | --------- | -------------- |
| 1 500 mètres         | 3 min 39 s 34 | Linz      | 9 juillet 1997 |
| 3 000 mètres steeple | 8 min 09 s 76 | Stuttgart | 21 août 1993   |